# ガリブ・アムジネ
ガリブ・アムジネ（Gharib Amzine, 1973年5月3日 - ）は、フランス・ドゥー県・モンベリアル出身の元サッカー選手。ポジションはミッドフィールダー。

## 来歴
1997年にモロッコ代表デビュー。モロッコ代表として1998 FIFAワールドカップ、アフリカネイションズカップ2002に出場した。2006年までに25試合に出場、1得点をあげた。

## 代表歴

### 出場大会
- モロッコ代表
  - 1998 FIFAワールドカップ

### 試合数
- 国際Aマッチ 25試合 1得点（1997年-2006年）[1]

| モロッコ代表 | 国際Aマッチ | 国際Aマッチ |
| 年           | 出場        | 得点        |
| ------------ | ----------- | ----------- |
| 1997         | 1           | 0           |
| 1998         | 9           | 0           |
| 1999         | 1           | 0           |
| 2000         | 0           | 0           |
| 2001         | 11          | 1           |
| 2002         | 2           | 0           |
| 2003         | 0           | 0           |
| 2004         | 0           | 0           |
| 2005         | 0           | 0           |
| 2006         | 1           | 0           |
| 通算         | 25          | 1           |

## タイトル
- RCストラスブール

フランス・カップ (1):2001